# 지우베르투 포르투나투
지우베르투 포르투나투(포르투갈어: Gilberto Valdenésio Fortunato, 1987년 11월 7일 ~ )는 브라질의 축구 선수이다. K리그 클래식의 광주 FC에서 공격수로 뛴 적 있으며, K리그 등록명은 질베르토이다.